# Melete
Melete (gr. Μελέτη Melétē – „rozważanie, kontemplacja”, łac. Melete – „ćwiczenie”) – w mitologii greckiej jedna z trzech beocjańskich muz (obok Mneme i Aoede lub Aojde) czczonych na górze Helikon. Cyceron zaliczał ją do jednych z czterech starszych muz.
Według Pauzaniasza istniały trzy oryginalne muzy: Aoede (tj. Pieśń), Melete (tj. Ćwiczenie) oraz Mneme (tj. Pamięć). Razem tworzyły one wstępne warunki sztuki poetyckiej w praktyce kultowej. Czczono je również w Delfach, ale były tam znane jako Nete, Mese i Hypate (są to nazwy akordów liry). Cyceron uważał, że Melete wraz z Aoede, Arche i Telksinoe są córkami Zeusa i Plusi.
Melete jest zwykle przedstawiana jako młoda, zamyślona kobieta z palcem umieszczonym na jej ustach.
Imieniem muzy została nazwana jedna z planetoid – (56) Melete.